# Región Amazónica (Colombia)
La región Amazónica de Colombia, o Amazonía, es una de las seis regiones naturales de Colombia. Está ubicada al sur del país limitando al norte con las regiones Andina y Orinoquía, al este con Venezuela, al sureste con Brasil, al sur con Perú y al suroeste con Ecuador.
Comprende cerca del 40% del territorio colombiano y es la zona menos poblada del país. A la vez, hace parte de la gran región suramericana de la Selva amazónica, la más extensa zona forestal del mundo que es compartida por Venezuela, Brasil, Colombia, Ecuador, Perú, Guyana, Surinam y Bolivia. En consecuencia la región Amazónica de Colombia es la más forestal con una superficie de 483 119 km².

## Descripción
La región está enmarcada por la cordillera de los Andes al occidente y se extiende hacia el oriente hasta las fronteras con Brasil, Perú, Ecuador y Venezuela; de norte a sur se extiende desde los ríos Guaviare y Vichada hasta el Putumayo y el Amazonas.

## Delimitación
Para delimitar esta región, en Colombia se tienen en cuenta tres criterios:
- Cuenca hidrográfica: Incluye la delimitación de las cuencas que drenan hacia el río Amazonas, como son los ríos Caquetá y Putumayo; en este criterio hace que la Amazonia colombiana ascienda hasta la divisoria de aguas en la Cordillera Oriental.

- Biogeográfico: Se tiene como referente para este límite lo que se denomina bosques basales, esto significa que la región sólo asciende hasta los 1 000 m s. n. m. Este criterio hace que el límite de la Amazonia colombiana sea la cota de 1 000 m s. n. m. en el occidente, y al sur y oriente el límite es el internacional, al norte el límite es la línea de bosque, con respecto a la región de la Orinoquía (cuya cobertura predominante son los herbazales de ecosistemas de sabana).

- Político-administrativo: Se incluye en la Amazonia colombiana los departamentos tradicionalmente amazónicos como son: Amazonas, Putumayo, Caquetá, Guainía, Guaviare y Vaupés; y también, parcialmente, departamentos como Cauca (Bota Caucana), Meta, Nariño y Vichada.

## Hidrografía

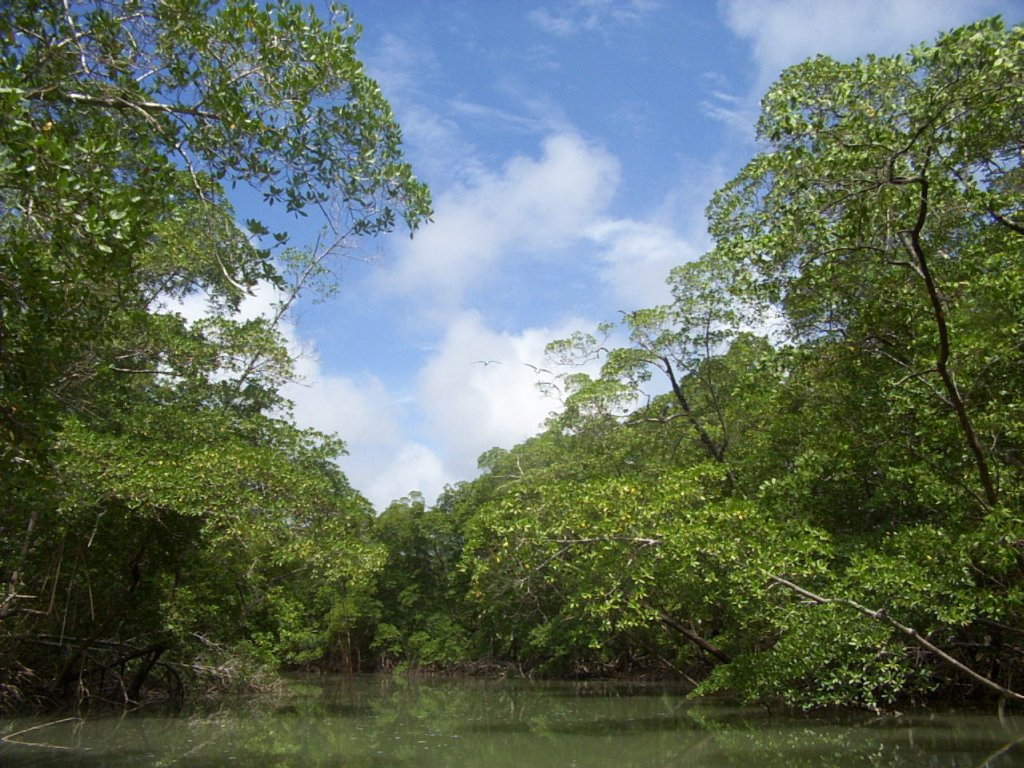
Río de la Amazonía.

Los principales ríos que drenan la Amazonia colombiana son el Amazonas, el Caquetá, el Putumayo, el Guaviare, el Apaporis y el Vaupés.

## Subregiones
Las subregiones de la Amazonia colombiana son:

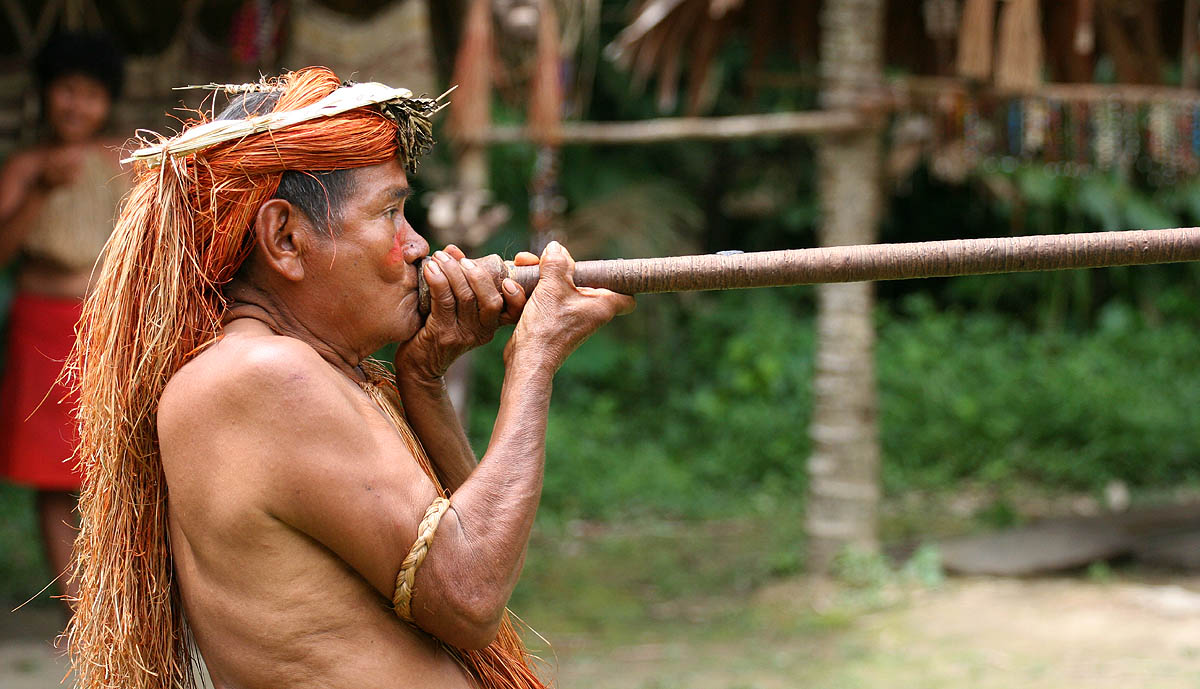
Indígena Yagua.

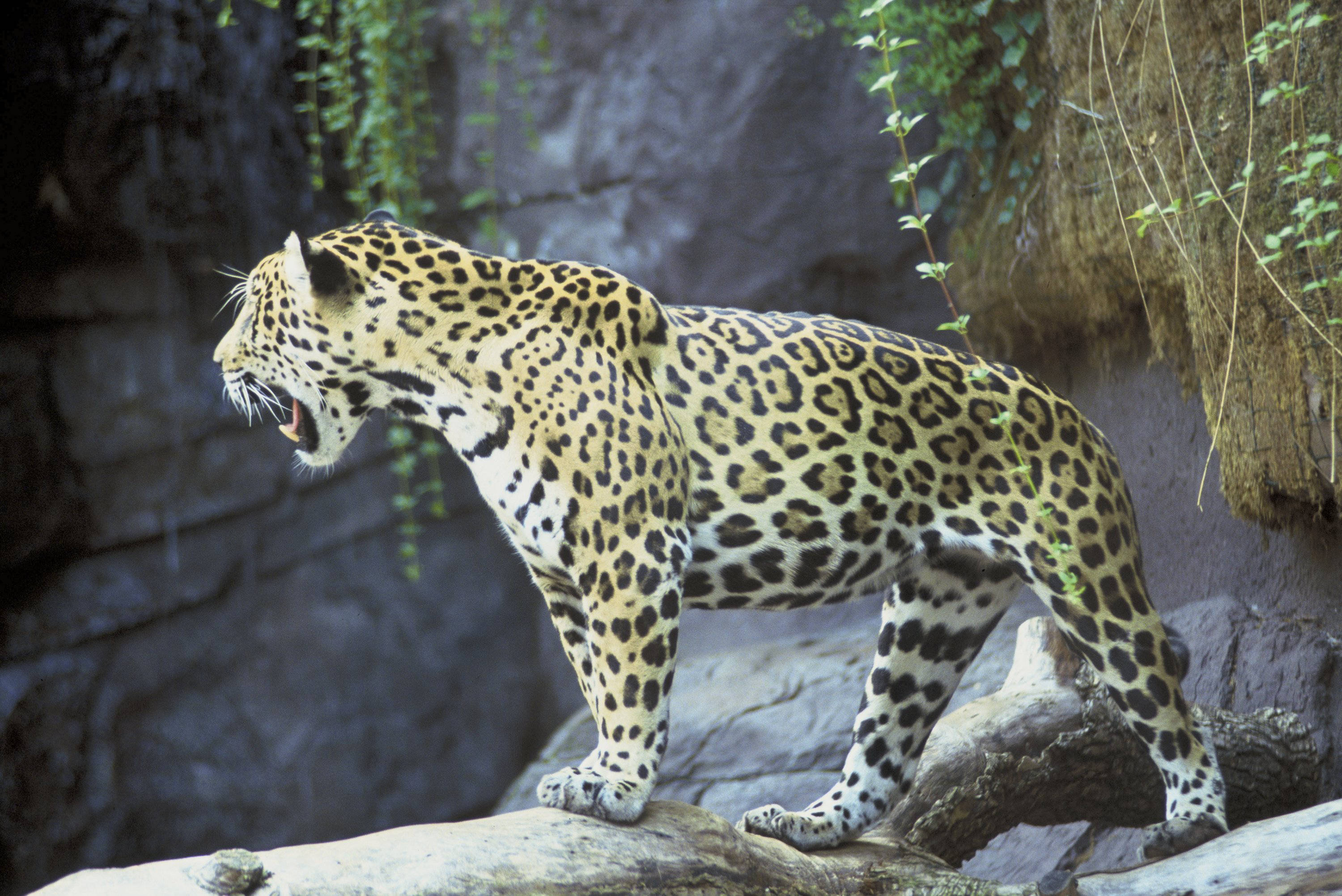
Jaguar.

- el Piedemonte amazónico
- las Llanuras del Caquetá
- las Llanuras del Inírida
- las Llanuras del Guaviare
- los Llanos del Yarí
- las Llanuras del Putumayo
- la Serranía de Chiribiquete
- el Trapecio amazónico

## Demografía
Las principales ciudades de la región de acuerdo con su población urbana según las proyección del DANE para 2022 son Florencia (156 114 habitantes), Mocoa (40 689), Puerto Asís (40 549), San José del Guaviare (38 684) y Leticia (35 191).

## Economía
La mayoría de las actividades económicas que se desarrollan en la amazonia, no están en armonía con el paisaje ni con sus pobladores nativos. Entre estas actividades están: la pesca, la minería, la ganadería y la extracción forestal. También existen actividades ilegales como el cultivo de hoja de coca para la producción de cocaína y la minería ilegal, que han servido para financiar grupos armados al margen de la ley que habitan en la región.

## Transporte
La complejidad de las cuencas hidrográficas de la región no permite la construcción de vías terrestres, no solo por lo agreste del territorio sino por el temor a un impacto ambiental negativo. Por ello la principal forma de acceso a la región es por aire. Florencia y Mocoa están conectadas por tierra con el resto del país. La vía fluvial es la principal forma de desplazamiento dentro de la región.

## Arte
Se han encontrado más de 90 complejos pictóricos, con 20.000 pinturas rupestres en la zona de la Sierra de Chiribiquete.

## Bailes típicos
Se caracterizan los cantos y las tonadas, además de las danzas de carácter profano y mágico. El más reconocido es la danza del Sanjuanero   donde era utilizada anteriormente para comunicarse con los espíritus míticos de los antepasados y en esa clase de danza utilizaban 2 tipos de máscaras, la femenina que representaba la luna y la masculina que representaba el sol, pero al haber desorganizado este ritual ya no se usa para comunicarse con los espíritus.
Zuyuco: Es una danza que se lleva a cabo durante la unión de los indígenas Huitotos. Hay canciones que solo son exclusivas para el baile de hombres.

## Festividades
Carnaval de Mocoa: Esta festividad tiene como objetivo cuidar las raíces del departamento del Putumayo. Se realiza en diciembre y durante los días de conmemoración se llevan a cabo bailes, se realiza el reinado del Carnaval y se presentan diferentes bandas de música que vienen de otras regiones del país.
Festival y Reinado Nacional e Internacional de la Ecología: En este evento se elige a la reina de la ecología. Se lleva a cabo en Caquetá y gracias a él se promueve la cultura y el turismo del lugar del evento.
Festival de San Pedro, Festival Nacional de Música Amazónica y Campesina El Colono de Oro en Florencia (Caquetá).

## Gastronomía
Dentro de los platos más populares están los preparados con huevo de tortuga, con tortuga morrocoy. Se consume macaco, danta, capibara, boa (la cual consumen como lomo ahumado con limón, vinagre, papa, etc.). Dada la abundancia de ríos se consume mucho pescado complementado con casabe, plátano y frutas como el copoazú y el anón. La alimentación del lugar está influenciada por lo que se puede sacar de los ríos. Se destacan el pirarucú, un pez de hasta tres metros, la yuca y los sabores fuertes.
Las preparaciones culinarias del Amazonas destacan por el conocimiento que las culturas indígenas han transmitido de una generación a otra para extraer el mayor provecho de la naturaleza.El pescado es la base de la dieta amazonense y uno de los productos que más buscan los turistas.

## Parques nacionales naturales[4]

Parques nacionales naturales de la Amazonía colombiana.

- Parque nacional natural Alto Fragua - Indi Wasi
- Parque nacional natural Amacayacu
- Parque nacional natural Cahuinarí
- Parque nacional natural La Paya
- Parque nacional natural Río Puré
- Parque nacional natural Serranía de los Churumbelos - Auka Wasi
- Parque nacional natural Sierra de Chiribiquete
- Parque nacional natural Yaigojé Apaporis
- Reserva natural Nukak
- Reserva natural Puinawai
- Santuario de flora Plantas Medicinales Orito - Ingi Andé